# 太子堂八幡神社
太子堂八幡神社（たいしどうはちまんじんじゃ）は、東京都世田谷区太子堂の神社。

## 歴史
創建年代は不明である。ただ、前九年の役で出征する源頼義・義家父子が、当社において戦勝祈願をしたと伝えられている。
当初の祭神は八幡神（応神天皇）とは別の神であったと推測されるが、清和源氏の勢力拡大に伴い八幡神が祭神として祀られるようになった。
江戸時代の太子堂村は複数の領主が分割統治する相給の状態であり、村民によって所属する領主が異なっていた。そんな中にありながらも、八幡神社の祭礼を通じて「太子堂村の村民」という意識を育んでいった。
なお、太子堂という地名の由来となった円泉寺が別当寺であった。
昭和戦前期にかけて、社殿等が整備された。幸いにも空襲の被害にも遭わずに済み、現在に至っている。

## 交通アクセス
- 西太子堂駅より徒歩約4分（経路案内）。